# Hipposideros speoris
Hipposideros speoris је сисар из реда слепих мишева и фамилије Hipposideridae.

## Угроженост
Ова врста није угрожена, и наведена је као последња брига јер има широко распрострањење.

## Распрострањење
Врста је присутна у Индији и Шри Ланци.

## Станиште
Станишта врсте су шуме, екосистеми ниских трава и шумски екосистеми и брдовити предели. 
Врста је по висини распрострањена до 1385 метара надморске висине.